# Dangme West District
Dangme West District är ett distrikt i Ghana.   Det ligger i regionen Östra regionen, i den sydöstra delen av landet, 50 km nordost om huvudstaden Accra. Antalet invånare är 103 584. Arean är 1 522 kvadratkilometer.
Terrängen i Dangme West District är platt åt sydost, men åt nordväst är den kuperad.